# Национална статистическа служба на Република Словения
Националната статистическа служба на Република Словения (на словенски: Statistični urad Republike Slovenije, SURS) е независима държавна институция, отговорна за официалните статистически проучвания в страната. Службата докладва директно на министър-председателя на Словения. Една от дейностите ѝ е преброяване на населението на всеки 10 години, като последното преброяване е проведено през 2011 г.
Националната статистическа служба на Словения се намира в Любляна, ул. „Литостройска честа“ № 54. От август 2019 г. неин директор е Боян Настав.

## Директори
- Алойз Дулар (1944 – 1945)
- Силва Ексел Шкерлак (1945 – 1948)
- Борис Дебевец (1948 – 1951)
- Войко Конвалинка (1951 – 1954)
- Райко Киаута (1954 – 1967)
- Франта Комел (1967 – 1981)
- Томаж Бановец (1981 – 2003)
- Ирена Крижман (2003 – 2013)
- Дженовефа Ружич (2013 – 2019)
- Боян Настав (2019–)